# Zisterzienserkloster Fatima
Das Zisterzienserkloster Fatima war von 1967 bis 2016 ein US-amerikanisches Kloster der Zisterzienser in Mount Laurel, Burlington County, New Jersey, Bistum Trenton. 

## Geschichte
Auf Einladung von Bischof George William Ahr gründete das italienische Kloster Casamari 1967 (nach zehnjähriger Bemühung) das Kloster Our Lady of Fatima 45 Kilometer von Philadelphia entfernt im damals beschaulichen Mount Laurel. Die Mönche übernahmen auch seelsorgerische Aufgaben. Da mit der Zeit die Entwicklung der aufstrebenden Stadt für die nötige Klosterruhe nicht förderlich war und einheimische Berufungen ausblieben, wurde das zur Kongregation von Casamari gehörende Kloster, nach dem Ableben von Prior Lino Parente (1938–2015), von Abt Eugenio Romagnuolo 2016 geschlossen.